# La Vid (Burgos)
La Vid es una localidad y una pedanía cabecera del municipio de La Vid y Barrios, perteneciente a la provincia de Burgos, en la Comunidad Autónoma de Castilla y León (España).

## Geografía
Se encuentra 19 km al este de Aranda de Duero, junto a la carretera N-122 y el monasterio de Santa María de La Vid, emblema del municipio.
Tiene una población de 101 habitantes y su pedanía totaliza 109 (INE 2008).

## Historia
El pueblo de La Vid fue construido en los años 50 para alojar a los vecinos del antiguo pueblo de Linares del Arroyo (Segovia), inundado para construir el pantano de Linares. El Instituto Nacional de Colonización fue el encargado de construirlo y le dio la denominación de Colonia de Linares de La Vid en recuerdo del pueblo segoviano sumergido.

## Personajes ilustres
- Alejandro Moral Antón, OSA: Prior General de los agustinos.[2]

## Monumentos
- Monasterio de La Vid